# Kangwe
Kangwe is een dorp in het district Southern in Botswana. De plaats telt 210 inwoners (2011).